# Septembre 1916

## Événements
- 1er septembre : la Bulgarie déclare la guerre à la Roumanie.

- 4 septembre :  Accident dans un dépôt de munitions au tunnel de Tavannes, un incendie tue plus de 500 hommes de la 73e division d'infanterie française[1].

- 9 septembre : premier vol du Bristol F.2.

- 14 septembre :
  - Élections générales britanno-colombiennes de 1916. Harlan Carey Brewster devient premier ministre.
  - Expulsion de Léon Trotski de France.

- 15 septembre : 
  - Émission du premier emprunt de la défense nationale, en rentes 5 % exemptées d'impôt et non remboursables avant 1931;
  - Les premiers chars d'assaut alliés apparaissent.;
  - première attaque combinant avions et véhicules blindés.

- 18 septembre : Alexeï Broussilov interrompt l'offensive russe face aux Allemands.

- 27 septembre : déposition du négus Iyasou V d'Éthiopie. La fille de Ménélik II, Zaoditou, est proclamée impératrice d'Éthiopie. Son cousin Ras Tafari exerce la régence.

- 29 septembre : Blaise Diagne, député de la colonie du Sénégal, obtient par la loi du 29 septembre que les habitants des « quatre communes » soient soumis aux obligations du service militaire.

## Naissances
- 5 septembre : Frank Shuster, acteur et scénariste canadien († 13 janvier 2002).
- 10 septembre : André Morel, officier marinier, compagnon de la Libération († 17 septembre 1979).
- 13 septembre : Roald Dahl, écrivain britannique († 23 novembre 1990).
- 14 septembre :
  - Bimbo, auteur-compositeur-interprète de variétés polynésiennes († 30 mai 1986).
  - Albert Palle, écrivain et journaliste français († 8 mars 2007).
  - Gérard Pichaureau, tromboniste et compositeur français († 17 juillet 2002).
  - Jean Varlet, homme politique français († 3 décembre 1984).
  - Ekaterina Zelenko, aviatrice de guerre ukrainienne († 12 septembre 1941).
- 18 septembre : Maurice Denis, homme politique belge († 25 octobre 1978).
- 21 septembre : Françoise Giroud, journaliste, écrivaine et femme politique († 19 janvier 2003).
- 30 septembre : Richard Guy, mathématicien britannique († 9 mars 2020).

## Décès
- 3 septembre : Germain Cuzacq, militaire français (° 11 juillet 1886).
- 23 septembre : Kiffin Rockwell, pilote américain pendant la Première Guerre mondiale (° 20 septembre 1892).